# 謝·羅便臣
谢罗便臣（英文名：Jill Robinson），亚洲动物基金会的创始人，她出生并成长在英格兰。1980年代搬到香港，她开创了亚洲动物基金会，长期关注中国和韩国的动物保护事业。

## 简介
1993年，谢罗便臣来中国大陆广州游玩，她在广州郊区一个农场现场参观了活熊取胆，此时已经有一万头亚洲黑熊被关在笼子里，即使许多动物保护组织认为这是极不人道和恐怖的事情。在农场的笼子里，每天抽取黑熊两次的胆汁作为熊胆制品的原材料。根据世界自然基金会的报告，目前有一万五千头到二万头黑熊活跃于中国野生动物保护区，黑熊已经是仅次于熊猫的濒危动物。但是中华人民共和国政府认为有五万头黑熊活跃于野外，认为没必要采取保护性措施。一只叫“红”的黑熊突然拍打了一下她的肩膀，谢罗便臣本能地握住了熊掌，她们目光彼此凝视，母熊温柔的目光中透露出营救的讯息，谢罗便臣后来说：“这一刻我意识到，这只熊也许永远也不能被解救，但她向我传递的信息让我永生难忘。这是我一生中接受的最强烈的信息，黑熊的眼光一下子刺穿了我的心，就象看到被殴打的孩子，没有任何理由这样做的。我有一种本能反应,要为黑熊做点什么。”多年以后，她在自己肩头刻下中文“月熊”。她来到香港，建立了亚洲动物基金会，并且通过世界各地的募捐和同四川省成都市政府谈判，在2002年建立了新都亚洲黑熊救护中心。
七年里，谢罗便臣多次就活熊取胆事情和中华人民共和国政府进行谈判。
2000年，四川省林业部门获得上级指示批准在四川成都北郊建立了“新都亚洲黑熊救护中心”，这标志着中华人民共和国政府正式同意对动物福利组织的认同。
亚洲动物基金会也计划在越南建立类似的保护组织和场所，因为越南也有农村圈养着成千上万的黑熊每日进行活熊取胆。
谢罗便臣的亚洲动物基金会成员对流浪狗也在进行保护。

## 奖项荣誉
因为参与动物保护事业的卓越贡献，1998年，谢罗便臣获得了英国女王颁发的“英帝国勋章”（MBE）。（页面存档备份，存于）
2002年，谢罗便臣获得了《创世纪》奖章。
2005年，谢罗便臣荣获了《读者文摘》颁发的“时代英雄”奖。